# Short Sturgeon
Short Sturgeon là một loại máy bay ném bom trinh sát trên tàu sân bay của Anh, được phát triển trong Chiến tranh thế giới II.

Biến thể chống ngầm Sturgeon SB.3 (WF632)

## Biến thể
Sturgeon S.1
Sturgeon TT.2
Sturgeon TT.3
S.B.3
Tiêm kích đêm phản lực Sturgeon

## Quốc gia sử dụng
Anh Quốc
- Không quân Hải quân Hoàng gia

## Tính năng kỹ chiến thuật (Short S.B.9 Sturgeon TT.3)

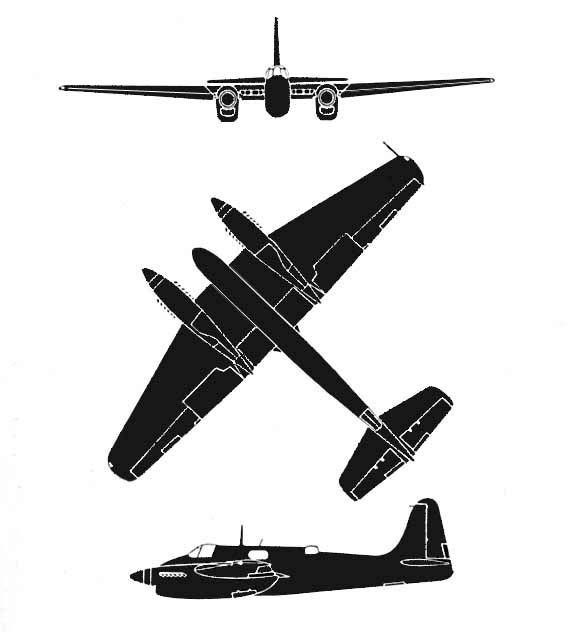

Dữ liệu lấy từ The World's Worst Aircraft., The Aircraft of the World
Đặc điểm tổng quát
- Kíp lái: 2
- Chiều dài: 44 ft (13,70 m)
- Sải cánh: 59 ft 11 in (18,26 m)
- Chiều cao: 13 ft 2½ in (40,39 m)
- Diện tích cánh: 518,4 ft² (48,16 m²)
- Kết cấu dạng cánh: NACA 65,2—2.5 sửa đổi[3]
- Trọng lượng rỗng: 16.967 lb (7.696 kg)
- Trọng lượng có tải: 18.126 lb (8.222 kg)
- Trọng lượng cất cánh tối đa: 21.700 lb (9.840 kg)
- Động cơ: 2 × Rolls-Royce Merlin 140 kiểu động cơ V12 làm mát bằng chất lỏng, 2.080 hp (1.550 kW)  mỗi chiếc

 Hiệu suất bay 
- Vận tốc cực đại: 318 knot (366 mph, 590 km/h) trên độ cao 24.200 ft
- Vận tốc hành trình: 312 mph (502 km/h) trên độ cao 15.000 ft
- Trần bay: 35.200 ft (10.700 m)